# Strobilanthes crataegifolius
Strobilanthes crataegifolius är en akantusväxtart som beskrevs av T. Anders.. Strobilanthes crataegifolius ingår i släktet Strobilanthes och familjen akantusväxter. Inga underarter finns listade i Catalogue of Life.